# Mèo Van Thổ Nhĩ Kỳ
Mèo Turkish Van, hay mèo Van Thổ Nhĩ Kỳ, là một giống mèo lông dài có nguồn gốc từ Thổ Nhĩ Kỳ, đặc biệt là từ vùng đông nam của nước này. Đây là một giống mèo hiếm, ngay cả trên quê hương chúng, được tìm thấy ở khu vực gần hồ Van, mặc dù có nhiều giả thuyết cho rằng chúng bắt nguồn từ Armenia.
Năm 1955, mèo Van xuất hiện lần đầu tiên ở Vương quốc Anh, được công nhận là một giống mèo vào năm 1969. Năm 1979 tại Anh (và 1985 tại Hoa Kỳ), chúng được đổi tên thành "Turkish Van" để tránh nhầm lẫn với Turkish Angora, một giống mèo khác của Thổ Nhĩ Kỳ. Năm 1982, mèo Van mới xuất hiện ở Hoa Kỳ.

## Đặc điểm

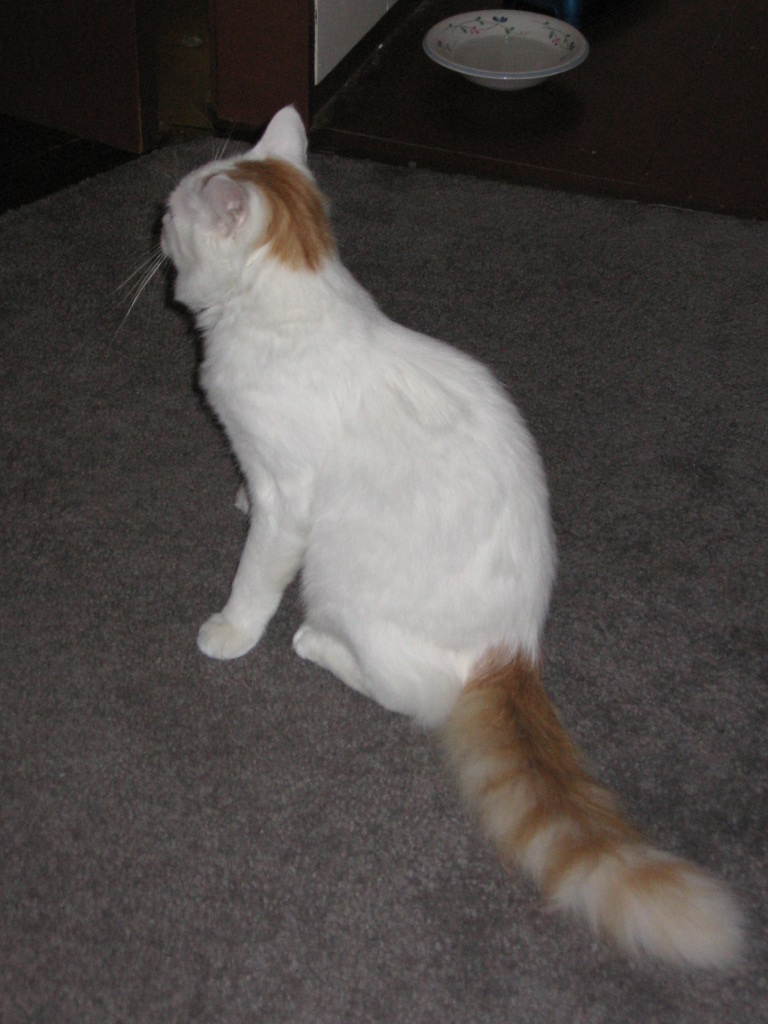
Một con mèo Van với chiếc đuôi dài

Mèo Van có bộ lông rất dày và không thấm nước, gần như là trắng hoàn toàn với những khoang màu ở phần đầu và đuôi, thỉnh thoảng xuất hiện trên cả phần thân của chúng. Những khoang màu của chúng được gọi là "họa tiết Van" với các màu như đỏ, đen, kem, các vằn cam, nâu và màu đồi mồi.
Mắt to và tròn, có màu xanh da trời hoặc màu hổ phách, một số con có hai màu ở mỗi mắt. Mèo Van khá to lớn, thân dài, vai rộng, con đực có thể nặng tới 7 kg, trong khi con cái có thể đạt tới trọng lượng từ 5 – 6 kg. Chúng có bàn chân chắc khỏe, có thể bật nhảy rất xa. Điều đặc biệt là chúng có cái đuôi rất dài.

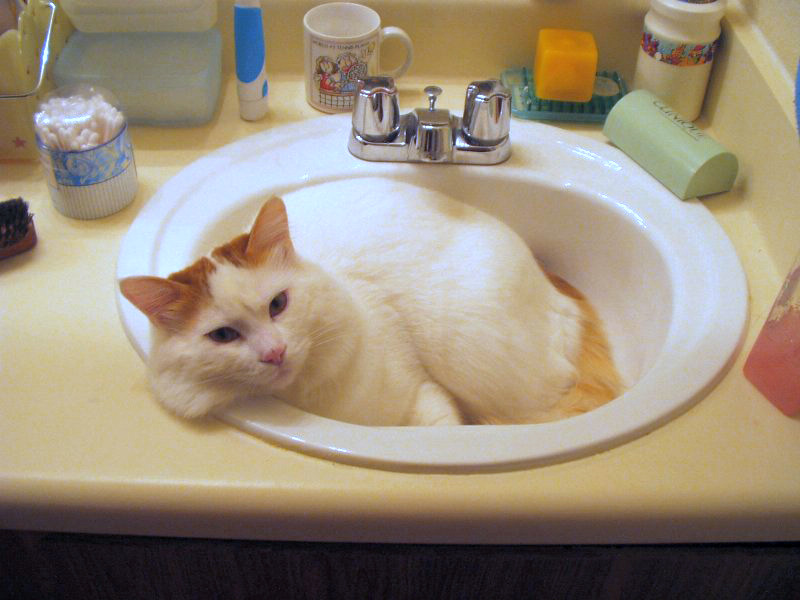
Một con mèo Van đực 1 tuổi

Mèo Van là một giống mèo thân thiện, năng động và thông minh. Chúng rất khoái nghịch nước, điều này có thể liên quan đến nơi xuất xứ của chúng (hồ Van)